# Kafr Abīl
Kafr Abīl (arabiska: كفر عابل) är en ort i Jordanien.   Den ligger i guvernementet Irbid, i den norra delen av landet, 60 km nordväst om huvudstaden Amman. Kafr Abīl ligger 370 meter över havet och antalet invånare är 6 333.
Terrängen runt Kafr Abīl är lite bergig, och sluttar brant västerut. Runt Kafr Abīl är det tätbefolkat, med 266 invånare per kvadratkilometer. Närmaste större samhälle är ‘Ajlūn, 12,6 km sydost om Kafr Abīl. Trakten runt Kafr Abīl består till största delen av jordbruksmark.